# Siegfried Köhler (Volleyballtrainer)
Siegfried Köhler (* 29. Mai 1944 in Oberwerschen, Provinz Sachsen) ist ein ehemaliger deutscher Volleyball-Trainer.

## Werdegang
Siegfried Köhler wuchs in der DDR auf und spielte aktiv Volleyball in Deuben und Leipzig. Seine Trainerkarriere begann er 1968 beim SC Dynamo Berlin. Er führte die Dynamo-Frauen bis 1990 zu dreizehn DDR-Meistertiteln sowie sechs Pokalsiegen und gewann mit dem Verein dreimal den Europapokal der Pokalsieger. Köhler studierte an der Deutschen Hochschule für Körperkultur, seinen Abschluss erlangte er 1976. Der Titel seiner Diplomarbeit lautete Trainingsmethodische Analysen und Leistungsentwicklung im 4000 m Mannschaftsverfolgungsverfahren Olympiazeitraum 1972-1976. Von 1971 bis 1982 war Köhler gleichzeitig Co-Trainer der DDR-Nationalmannschaft. 1985 bis 1990 war er Cheftrainer der DDR-Nationalmannschaft und hatte in dieser Zeit seine größten Erfolge.
Nach der Wende 1990 war er zunächst für ein Jahr Trainer der Frauen des Bundesligisten Bayern Lohhof und dann von 1990 bis 1998 Trainer der deutschen Frauen-Nationalmannschaft. Von 1999 bis 2005 war Köhler als Sportdirektor beim Deutschen Volleyball-Verband (DVV) tätig. In der Saison 2009/10 sprang Köhler beim Bundesligisten Allianz Stuttgart als Co-Trainer ein. Der DVV beschrieb ihn als einen „der anerkanntesten Trainer weltweit“.
Gemeinsam mit Berndt Barth veröffentlichte er 2007 das Lehrbuch Volleyball – Modernes Nachwuchstraining. Köhler war für den DVV in der Trainerausbildung tätig. 2001 war er an einer Forschungsarbeit beteiligt, in deren Rahmen unter der Leitung von Dieter Hackfort am Institut für Sportwissenschaft und Sport der Universität der Bundeswehr München eine Datenbank zwecks sportpsychologischer Talenteinordnung erstellt wurde.